# Felicjan Mikołaj Zaremba
Felicjan Mikołaj Zaremba z Kalinowy herbu Zaremba – cześnik czernihowski w latach 1753–1767, konsyliarz konfederacji słuckiej w 1767 roku.